# Извору Берхечулуј (Бакау)
Извору Берхечулуј (рум. Izvoru Berheciului) насеље је у Румунији у округу Бакау у општини Извору Берхечулуј. Oпштина се налази на надморској висини од 234 m.

## Становништво
Према подацима из 2002. године у насељу је живело 1722 становника, од којих су сви румунске националности.

### Хронологија
| Година       | 1992 | 1993 | 1994 | 1995 | 1996 | 1997 | 1998 | 1999 | 2000 | 2001 | 2002 | 2003 | 2004 | 2005 | 2006 | 2007 | 2008 | 2009 | 2010 | 2011 | 2012 | 2013 | 2014 | 2015 | 2016 | 2017 |
| ------------ | ---- | ---- | ---- | ---- | ---- | ---- | ---- | ---- | ---- | ---- | ---- | ---- | ---- | ---- | ---- | ---- | ---- | ---- | ---- | ---- | ---- | ---- | ---- | ---- | ---- | ---- |
| Становништво | 1775 | 1762 | 1747 | 1709 | 1670 | 1649 | 1638 | 1664 | 1649 | 1636 | 1633 | 1668 | 1705 | 1716 | 1722 | 1739 | 1749 | 1742 | 1719 | 1707 | 1704 | 1704 | 1680 | 1683 | 1687 | 1653 |